# Gorges du Gardon

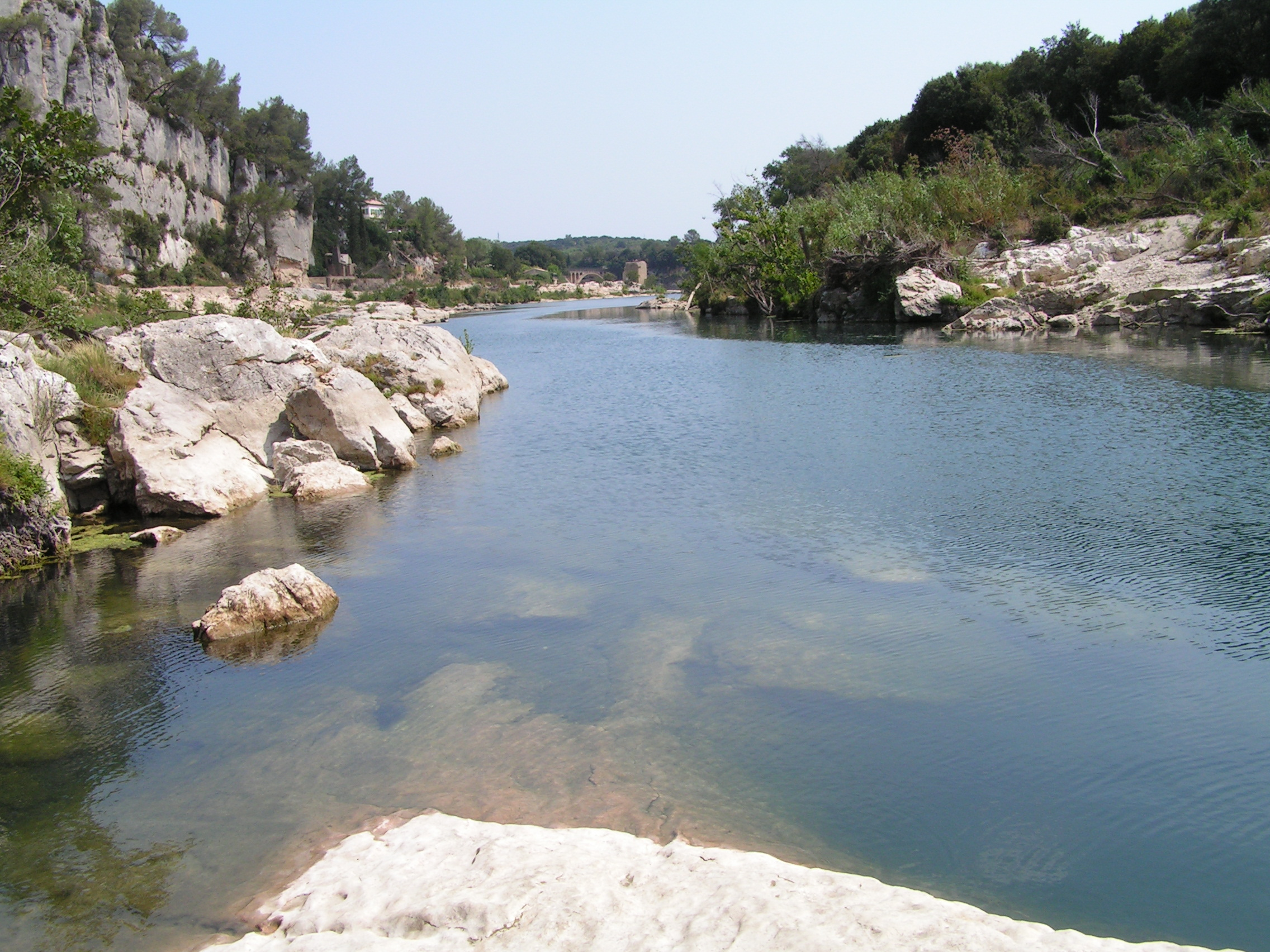
Der Gardon bei Collias

Die Gorges du Gardon sind eine 22 Kilometer lange, vom Fluss Gardon erodierte Schlucht in den Cevennen im französischen Département Gard. Die Schlucht beginnt nahe der Ortschaft Russan und endet bei Remoulins. Über die Schlucht führt der römische Aquädukt Pont du Gard.

## Entstehung der Schlucht
Das Umgebungsgestein der Schlucht besteht aus Urgonien-Kalkstein aus der Unterkreide-Zeit. Vor 130 bis 115 Millionen Jahren, während des Barremiums und Aptiums, wurden hier in einem flachen Meer Riffkalksteine abgelagert. In der Folgezeit, verstärkt ab dem jüngeren Miozän, schnitt sich der Fluss bis zu 100 m tief in die Karbonatgesteine ein und folgte dabei teilweise vorhandenen Trennflächen, die durch tektonische Bewegungen infolge der Hebung der Alpen entstanden sind. Zahlreiche Höhlen auf unterschiedlichen Höhenniveaus dokumentieren die verschiedenen Stadien der Erosion des Flusses. Einige der Höhlen sind mit quartären Sedimenten verfüllt.
Der Fluss hat eine streckenweise mäandrierende Schlucht herausgebildet, die insgesamt in West-Ost-Richtung verläuft. Ihre vielen Seitentäler liegen heute meist trocken, wie auch im gesamten Tal zahlreiche Karsterscheinungen zu beobachten sind, wie Ponore, Karstquellen, Dolinen, Karren sowie Karsthöhlen (Grotte-exsurgence du Colombier, Grotte de la Décamagne, Grotte-résurgence de Pâques, Grotte Saint-Joseph, Baume Latrone). Einige der Höhlen sind durch archäologische Funde und prähistorische Malereien bekannt, wie die Grotte de la Salpétrière bei Remoulins, die Grotte Esquiso-Crapaou und die Baume Latrone.
Die Höhlen wurden in der Gardon-Schlucht als Trinkwasserspeicher (Grotte de la Citerne), als kultischer Ort (Grotte de Saint Vérédème), Versammlungs- und Festplatz (Grotte du Sambuc und Grotte de la Salpétrière) sowie als Unterkunftsort für Menschen und Tiere genutzt.
Die festen Kalksteinpartien wurden seit römischer Zeit in zahlreichen kleinen Steinbrüchen in der Schlucht zur Gewinnung von Baumaterial abgebaut; auch der über die Schlucht führende Pont du Gard wurde daraus errichtet.

## Sehenswürdigkeiten
Die Gorges du Gardon werden heute trotz geringer infrastruktureller Erschließung überwiegend touristisch genutzt. Der gut erhaltene römische Aquädukt Pont du Gard ist 1985 in die UNESCO-Welterbe-Liste aufgenommen worden. In den Fournés-Gruben sind Erosionserscheinungen in den weichen kretazischen Ton- und Kalkmergeln zu besichtigen. Im Freilichtmuseum Mémoires de Garrigue werden dem Besucher die ursprüngliche Strauchheidelandschaft der Cevennen, die Garrigue, und ihre Bewirtschaftung näher gebracht.
Die Einsiedelei des Heiligen Veredemus (fr. Saint-Vérédème) bei der Grotte de Saint-Vérédème oder Grotte de la Baume ist das älteste christliche Bauwerk in Bas-Languedoc. Sie wurde erbaut im 8. Jahrhundert. Die Apsis ist mit Wandmalereien aus der Zeit geschmückt.
Die Schlucht ist beliebt bei Paddlern, Kletterern und Wanderern.

## Natur
Die relativ ursprüngliche Landschaft – mit der typischen trockenen Garrigue-Vegetation auf dem Plateau und der teilweise recht üppigen Vegetation auf der feuchten Talsohle, abgewechselt durch nackte Felsen am Ufer und in den Talwänden – steht unter Naturschutz und wurde im Juni 2006 als Natura 2000-Fläche klassifiziert (FR9110081); 7024 ha wurden unter Schutz gestellt.

Zahlreiche seltene Vogelarten wie der Habichtsadler brüten in der Schlucht. Außerdem Schmutzgeier und Schlangenadler.

Seit 2005 gehören die Gorges du Gardon zu den 40 größten Natursehenswürdigkeiten Frankreichs (Réseau des Grands Sites de France).